# Llorente (Eastern Samar)
Llorente è una municipalità di quarta classe delle Filippine, situata nella Provincia di Eastern Samar, nella Regione del Visayas Orientale.
Llorente è formata da 33 baranggay:
- Antipolo
- Babanikhon
- Bacayawan
- Barangay 1 (Pob.)
- Barangay 2 (Pob.)
- Barangay 3 (Pob.)
- Barangay 4 (Pob.)
- Barangay 5 (Pob.)
- Barangay 6 (Pob.)
- Barangay 7 (Pob.)
- Barangay 8 (Pob.)
- Barangay 9 (Pob.)
- Barangay 10 (Pob.)
- Barangay 11 (Pob.)
- Barangay 12 (Pob.)
- Barobo
- Burak

- Can-ato
- Candoros
- Canliwag
- Cantomco
- Hugpa
- Maca-anga
- Magtino
- Mina-anod
- Naubay
- Piliw
- San Jose
- San Miguel
- San Roque
- So-ong
- Tabok
- Waso